# Davide Petrucci
Davide Pretrucci, född 5 oktober 1991, är en italiensk fotbollsspelare som spelar i rumänska Liga I-klubben CFR Cluj.